# Allodiopsis rufilatera
Allodiopsis rufilatera är en tvåvingeart som först beskrevs av Edwards 1941.  Allodiopsis rufilatera ingår i släktet Allodiopsis och familjen svampmyggor. Inga underarter finns listade i Catalogue of Life.